# ISO 3166-2:LT
ISO 3166-2:LT es la entrada para Lituania en ISO 3166-2, parte de los códigos de normalización ISO 3166 publicados por la Organización Internacional de Normalización (ISO), que define los códigos para los nombres de las principales subdivisiones (p.ej., provincias o estados) de todos los países codificados en ISO 3166-1.
En la actualidad, para Lituania los códigos ISO 3166-2 se definen para 10 condados, 7 municipios de ciudades, 44 municipios de distrito y 9 municipios.
Cada código consta de dos partes, separadas por un guion. La primera parte es LT, el código ISO 3166-1 alfa-2 para Lituania. La segunda parte tiene dos letras.

## Códigos actuales
Los nombres de las subdivisiones se ordenan según el estándar ISO 3166-2 publicado por la Agencia de Mantenimiento ISO 3166 (ISO 3166/MA).

### Condados
Pulsa sobre el botón en la cabecera para ordenar cada columna.
| Código | Nombre de la subdivisión (lt) | Nombre de la subdivisión (es) |
| ------ | ----------------------------- | ----------------------------- |
| LT-AL  | Alytaus apskritis             | Condado de Alytus             |
| LT-KU  | Kauno apskritis               | Condado de Kaunas             |
| LT-KL  | Klaipėdos apskritis           | Condado de Klaipėda           |
| LT-MR  | Marijampolės apskritis        | Condado de Marijampolė        |
| LT-PN  | Panevėžio apskritis           | Condado de Panevėžys          |
| LT-SA  | Šiaulių apskritis             | Condado de Šiauliai           |
| LT-TA  | Tauragės apskritis            | Condado de Tauragė            |
| LT-TE  | Telšių apskritis              | Condado de Telšiai            |
| LT-UT  | Utenos apskritis              | Condado de Utena              |
| LT-VL  | Vilniaus apskritis            | Condado de Vilna              |

### Municipios
Pulsa sobre el botón en la cabecera para ordenar cada columna.
| Código | Nombre de la subdivisión | Categoría de la subdivisión | Condado |
| ------ | ------------------------ | --------------------------- | ------- |
| LT-02  | Alytus                   | municipio de ciudad         | AL      |
| LT-03  | Alytus                   | municipio de distrito       | AL      |
| LT-07  | Druskininkai             | municipio                   | AL      |
| LT-24  | Lazdijai                 | municipio de distrito       | AL      |
| LT-55  | Varėna                   | municipio de distrito       | AL      |
| LT-21  | Klaipėda                 | municipio de distrito       | KL      |
| LT-20  | Klaipėdos miestas        | municipio de ciudad         | KL      |
| LT-22  | Kretinga                 | municipio de distrito       | KL      |
| LT-28  | Neringa                  | municipio                   | KL      |
| LT-31  | Palangos miestas         | municipio de ciudad         | KL      |
| LT-46  | Šilutė                   | municipio de distrito       | KL      |
| LT-48  | Skuodas                  | municipio de distrito       | KL      |
| LT-05  | Birštonas                | municipio                   | KU      |
| LT-10  | Jonava                   | municipio de distrito       | KU      |
| LT-13  | Kaišiadorys              | municipio de distrito       | KU      |
| LT-16  | Kaunas                   | municipio de distrito       | KU      |
| LT-15  | Kauno miestas            | municipio de ciudad         | KU      |
| LT-18  | Kėdainiai                | municipio de distrito       | KU      |
| LT-36  | Prienai                  | municipio de distrito       | KU      |
| LT-38  | Raseiniai                | municipio de distrito       | KU      |
| LT-14  | Kalvarija                | municipio                   | MR      |
| LT-17  | Kazlų Rūda               | municipio                   | MR      |
| LT-25  | Marijampolė              | municipio de distrito       | MR      |
| LT-41  | Šakiai                   | municipio de distrito       | MR      |
| LT-56  | Vilkaviškis              | municipio de distrito       | MR      |
| LT-06  | Biržai                   | municipio de distrito       | PN      |
| LT-23  | Kupiškis                 | municipio de distrito       | PN      |
| LT-32  | Panevėžio miestas        | municipio de ciudad         | PN      |
| LT-33  | Panevėžys                | municipio de distrito       | PN      |
| LT-34  | Pasvalys                 | municipio de distrito       | PN      |
| LT-40  | Rokiškis                 | municipio de distrito       | PN      |
| LT-01  | Akmenė                   | municipio de distrito       | SA      |
| LT-11  | Joniškis                 | municipio de distrito       | SA      |
| LT-19  | Kelmė                    | municipio de distrito       | SA      |
| LT-30  | Pakruojis                | municipio de distrito       | SA      |
| LT-37  | Radviliškis              | municipio de distrito       | SA      |
| LT-44  | Šiauliai                 | municipio de distrito       | SA      |
| LT-43  | Šiaulių miestas          | municipio de ciudad         | SA      |
| LT-12  | Jurbarkas                | municipio de distrito       | TA      |
| LT-29  | Pagėgiai                 | municipio                   | TA      |
| LT-45  | Šilalė                   | municipio de distrito       | TA      |
| LT-50  | Tauragė                  | municipio de distrito       | TA      |
| LT-26  | Mažeikiai                | municipio de distrito       | TE      |
| LT-35  | Plungė                   | municipio de distrito       | TE      |
| LT-39  | Rietavas                 | municipio                   | TE      |
| LT-51  | Telšiai                  | municipio de distrito       | TE      |
| LT-04  | Anykščiai                | municipio de distrito       | UT      |
| LT-09  | Ignalina                 | municipio de distrito       | UT      |
| LT-27  | Molėtai                  | municipio de distrito       | UT      |
| LT-54  | Utena                    | municipio de distrito       | UT      |
| LT-59  | Visaginas                | municipio                   | UT      |
| LT-60  | Zarasai                  | municipio de distrito       | UT      |
| LT-08  | Elektrėnai               | municipio                   | VL      |
| LT-42  | Šalčininkai              | municipio de distrito       | VL      |
| LT-47  | Širvintos                | municipio de distrito       | VL      |
| LT-49  | Švenčionys               | municipio de distrito       | VL      |
| LT-52  | Trakai                   | municipio de distrito       | VL      |
| LT-53  | Ukmergė                  | municipio de distrito       | VL      |
| LT-57  | Vilniaus miestas         | municipio de ciudad         | VL      |
| LT-58  | Vilna                    | municipio de distrito       | VL      |

## Cambios
Los siguientes cambios a la entrada figuran en el listado del catálogo en línea de la ISO:
| Fecha de emisión | Descripción del cambio reportado                                                                                                  | Cambio de código o subdivisión                                                                             |
| ---------------- | --- | --- |
| 2014-10-31       | Se añaden 7 municipios de ciudades, 44 municipios de distrito y 9 municipios                                                      | |
| 2021-11-25       | Cambio ortográfico de LT-05, LT-14, LT-39; se asignan subdivisiones matrices de LT-01 a LT-60; Se actualiza el origen de la lista | Subdivisiones renombradas:LT-05 Birštono → Birštonas LT-14 Kalvarijos → Kalvarija LT-39 Rietavo → Rietavas |